# Gaojiabu (sockenhuvudort i Kina, Shanxi Sheng, lat 39,79, long 112,45)
Gaojiabu är en sockenhuvudort i Kina. Den ligger i provinsen Shanxi, i den norra delen av landet, omkring 210 kilometer norr om provinshuvudstaden Taiyuan. Antalet invånare är 6 958. Befolkningen består av 3 238 kvinnor och 3 720 män. Barn under 15 år utgör 13,0 %, vuxna 15-64 år 75 %, och äldre över 65 år 11,0 %.
Runt Gaojiabu är det ganska tätbefolkat, med 144 invånare per kvadratkilometer. Närmaste större samhälle är Yujing, 18,6 km sydost om Gaojiabu. Trakten runt Gaojiabu består i huvudsak av gräsmarker.
Genomsnittlig årsnederbörd är 614 millimeter. Den regnigaste månaden är juli, med i genomsnitt 179 mm nederbörd, och den torraste är december, med 3 mm nederbörd.